# Thalexweiler
Thalexweiler ist ein Stadtteil von Lebach im Landkreis Saarlouis im Saarland. Bis Ende 1973 war Thalexweiler eine eigenständige Gemeinde.

## Lage
Der Ort liegt im mittleren Saarland im Theeltal.

## Geschichte
Die Sozialstruktur war in der Vergangenheit im Wesentlichen durch die Landwirtschaft und die Montanindustrie geprägt. Bis in die 1970er Jahre war die Landwirtschaft im Nebenerwerb prägend für das Dorfgeschehen. Der enorme Strukturwandel in der Montanindustrie hatte in den letzten Jahrzehnten auch zur Folge, dass viele junge Leute das Dorf verlassen haben um – oft auch außerhalb des Saarlandes – ihren Lebensmittelpunkt zu finden.
1902/03 suchte eine Typhusepidemie den Ort heim, die wohl insbesondere über das Gasthaus Linnebach verbreitet wurde.
Im Rahmen der saarländischen Gebiets- und Verwaltungsreform wurde die bis dahin eigenständige Gemeinde Thalexweiler, die dem Landkreis Ottweiler angehörte, der Gemeinde Lebach zugeordnet. Der letzte Bürgermeister war Helmut Schneider.
Am 8. August 1979 stürzte ein US-Kampfjet vom Typ Phantom aus Spangdahlem in die Ortschaft. Trotz der massiven Schäden wurden nur neun Personen leicht verletzt.

## Örtliche Einrichtungen
- Freiwillige Feuerwehr
- Jugendfeuerwehr Thalexweiler
- Katholische Kirche St. Albanus
- Grundschule (im Jahr 2019 wurden die Grundschulen in Thalexweiler, Aschbach, Dörsdorf und Gresaubach in Steinbach zusammengelegt)
- Jugendtreff Thalexweiler
- Jugendzentrum
- Freiwillige Ganztagsschule Thalexweiler
- Fußballkleinspielfeld auf dem Dorfplatz

## Politik
Nach den Kommunalwahlen im Mai 2019 verschoben sich nach einem 30 Jahren SPD geführten Ort die Machtverhältnisse. Die CDU wurde mit 53,33 % vor der SPD mit 46,67 % stärkste Kraft. In dieser Legislaturperiode stellt die CDU 5 Sitze und die SPD 4 Sitze im Ortsrat. Zum neuen Ortsvorsteher wurde Michael Quinten von der CDU gewählt (4).
Bei den letzten Kommunalwahlen am 9. Juni 2024 bekam die CDU 71,09 % der Stimmen und konnte somit ihr Ergebnis von 2019 deutlich verbessern. Die SPD bekam 28,91 % der Stimmen. Somit besteht der neue Ortsrat in Thalexweiler aus 7 CDU- und 2 SPD-Mitgliedern. In der konstituierenden Sitzung im August 2024 wurde Herr Michael Quinten erneut zum Ortsvorsteher und Herr Volker Scheid zu seinem Stellvertreter gewählt. (5)

## Kirche St. Albanus
Die heutige Kirche St. Albanus stammt im Kern von 1784 und ist im Barockstil gebaut. Im Jahre 1967 wurde die Kirche erweitert, der Baustil jedoch weitgehend beibehalten. Der Kirchturm stammt aus dem 15. Jahrhundert und ist von einer vorherigen Kirche aus der Gotik übrig geblieben, die sich auf der gegenüberliegenden Seite des Turms befand und Richtung Osten zeigte.

## Vereine
- Angelsportverein 1961 Thalexweiler e. V.
- SV Alemannia Thalexweiler
- Motorsportfreunde Theeltal (MSF-Theeltal)
- Musikverein „Lyra“ Thalexweiler
- Verein für Heimatgeschichte e. V.
- Interessengemeinschaft „Gemeinsam für Exweller“
- Wanderverein Theeltal e. V.
- Tennisverein
- Turnverein (mit mehreren Tanz,- Garden und Schautanzgruppen)
- Boule-Club Thalexweiler
- Freiwillige Feuerwehr Thalexweiler